# Love Bites (film, 1985)
Pour les articles homonymes, voir Love bites.
Love Bites, film pornographique réalisé en 1985 par Victor Nye (pseudonyme de Suze Randall).

## Synopsis
Au fond de la jungle africaine, un explorateur découvre un curieux insecte : le moustique Cupidon, dont la piqûre se révèle être un puissant aphrodisiaque. Après que sa propre fille ait succombé au mal, il réussit à en capturer un exemplaire qu’il adresse à un collègue scientifique disposant d’un laboratoire. Celui-ci, assisté de son infirmière, se met aussitôt au travail. Mais le moustique Cupidon s’échappe semant le désordre autour de lui. Une jeune femme dans un ascenseur, le président d’une ligue de vertu, un couple sur le bord d’une piscine sont successivement les victimes de sa piqûre. Enfin, revenant au laboratoire, c’est le docteur lui-même qui succombe à la frénésie sexuelle générale à la grande joie de son infirmière.

## Commentaires
Traci Lords avait moins de 18 ans lorsqu'elle tourna ce film. La possession d'un enregistrement du film est donc illégale dans de nombreux pays, depuis que cela a été révélé. En France le film a pu être réédité légalement.
Harry Reems (Deep Throat) campe de nouveau un docteur facétieux enchaînant les simagrées clownesques. Après Whose Young Girls (1984), il est confronté pour la seconde fois à Traci Lords, incarnant cette fois le fantasme de l’infirmière lubrique.

## Fiche technique
- Titre : Love Bites (les morsures de l'amour)
- Réalisateur : Victor Nye
- Éditeur : Suze Randall
- Durée : 1H14
- Date de sortie : 1985
- Film : Américain
- Genre : pornographie

## Distribution
- Harry Reems : le docteur
- Traci Lords : l’infirmière
- Fred Jones : l’explorateur
- Ali Moore : Prudence, la fille de l’explorateur
- André Bolla : un africain
- Peter North : l’homme dans l’ascenseur
- Amber Lynn : la jeune femme dans l’ascenseur
- Rick Savage et Roger Blade : deux hommes montant dans l’ascenseur
- Milton Ingley : Prude, le président de la ligue de vertu
- Patricia Manning : Cheryl Mayflower
- Josephine Carrington : Margaret Allgirl
- Buffy Davis : la servante
- Tom Byron, Dant Mann, Kevin james, Heather Wayne, Eric Edwards : membres de la ligue de vertu
- Gail Force et Tony Martino : un couple sur le bord d’une piscine
- Nicole West et Alan Royce : deux personnages vus en rêve